# شاشالاكا أصهب البطن
شاشالاكا أصهب البطن (الاسم العلمي: Ortalis wagleri) هو نوع من الطيور يتبع جنس الشاشالاكا من فصيلة القرازية.